# Darkroom (band)
Darkroom is een Britse muziekgroep die in basis alleen bestaat uit Michael Bearpark (gitaar) en Andrew Ostler (synthesizers). De band werd opgericht in 1996 om samen met Tim Bowness van no-man de soundtrack te spelen op een filmfestival in Nevers, Frankrijk.
Hun muziek bestaat uit een combinatie van ambient met rock met veel gebruik van loops. Ze hebben onder meer opgetreden op het Glastonbury Festival. Sinds 1998, toen hun eerste muziekalbum Daylight uitkwam, volgden er onregelmatig andere albums. Hun tienjarig bestaan werd gevierd met Some of These Numbers Mean Something. Hun albums verschijnen op het kleine platenlabel Burning Shed.

## Discografie
- 1998: Carpetworld (ep)
- 1998: Daylight
- 1999: Seethrough
- 2001: Fallout One
- 2002: Fallout Two
- 2003: Fallout Three
- 2003: Freefall
- 2004: The DAC Mixes
- 2008: Some of These Numbers Mean Something